# Zgrada Narodnog kazališta u Subotici
Zgrada Narodnog kazališta u Subotici je kazališna zgrada. Sagrađena je 1845. godine u klasicističkom stilu. Prepoznatljiva osobina ove zgrade su korintski stupovi na pročelju zgrade. Nacrte je napravio Ivan Skulteti (János Sculteti). Nalazi se na Ive Vojnovića 2, na glavnom trgu oko Gradske kuće.
U ovoj je zgradi od 1945. djelovalo Hrvatsko narodno kazalište koje je utemeljeno odlukom Predsjedništva Narodne skupštine AP Vojvodine 19. rujna 1945., kada je za ravnatelja postavljen Lajčo Lendvai. Od siječnja 1951. godine, odlukom vlasti, ovo se Hrvatsko narodno kazalište spaja sa subotičkim Magyar szinházom, kada nastaje subotičko Narodno pozorište-Népszinház, s dvjema dramama - Hrvatskom i Mađarskom.
Zaštićeni je spomenik kulture u Sjevernobačkom okrugu.